# Soga
De Soga-clan (蘇我氏, Soga no uji) was een Japanse familie die in de eerste helft van de 6e eeuw samen met de keizerlijke familie de machtigste van Japan was.
De Soga kwamen in opkomst in de tijd van de keizers Keitai en Kinmei. Deze probeerden de centrale macht te versterken. De Soga, in het bijzonder Soga no Iname en Soga no Umako, profiteerden daarvan omdat ze als leiders van Kinmeis fiscale afdeling fungeerden. Ook kregen Kinmei en zijn zonen Soga als echtgenotes.
De toenemende macht van de Soga zette kwaad bloed bij de andere machtige families, en wat nog belangrijker was: de Soga waren vroege aanhangers van het boeddhisme. De Soga kwamen zo in conflict met de traditionele, Shintoïstische, families, wat uiteindelijk tot een ware strijd leidde, die in 587 door de Soga werd gewonnen.
In 592 kwam de definitieve Soga machtsovername: Suiko, een dochter van Kinmei, werd keizerin, Shotoku, een kleinzoon, werd regent. Beiden hadden een Soga als moeder. Shotoku en de Soga gaven het boeddhisme een vaste plaats in de bovenste lagen van de Japanse samenleving, en voerden een politiek van verregaande sinificatie. Daarnaast wordt de Soga-periode gekenmerkt door economische bloei, terughoudendheid ten opzichte van militaire actie in Korea en de eerste studiereizen naar China. Japan had wel eerder gezantschappen naar China gestuurd, maar vanaf deze periode werden gezantschappen gestuurd met als expliciete doel de Chinese cultuur te leren, in plaats van directe politieke of economische doeleinden.
In 645 werden de Soga aan de kant gezet met als leiders onder meer Naka no Ōe (de latere keizer Tenji) en Nakatomi no Kamatari, stichter van het huis Fujiwara. De politiek van boeddhisme en sinificatie werd door de coupplegers echter voortgezet.